# 東村山警察署旭が丘派出所警察官殺害事件
東村山警察署旭が丘派出所警察官殺害事件（ひがしむらやまけいさつしょあさひがおかはしゅつじょけいさつかんさつがいじけん）とは、1992年（平成4年）2月14日に東京都清瀬市で発生した殺人、拳銃強奪事件。別名清瀬市警察官殺害事件。
2007年2月14日に公訴時効を迎え、未解決事件となった。

## 概要
1992年（平成4年）2月14日午前3時20分頃、東京都清瀬市旭が丘2丁目にある警視庁東村山警察署旭が丘派出所（現在は交番）で、巡査長（当時42歳）が血を流して倒れているのを近くの新聞配達員に発見された。巡査長は首・胸などを刺されており、病院に搬送されたが午前4時頃に死亡が確認された。通常、交番勤務は2人一組で待機しているが、他の警察官はその当時通報を受けた別の一件に出ており、巡査長のみの隙を狙った犯行であった。巡査長の拳銃（S&Wチーフススペシャル。実包5発入り）が奪われていた。警視庁は強盗殺人事件として捜査本部を設置。殉職した巡査長は、当日付で警部補に二階級特進した。また、東京都知事から知事顕彰（顕彰状と見舞金100万円）が贈られた。
その後の捜査で派出所の机の上に管内の住所が書かれた「警察参考簿」が出ていて、道案内の地図も書かれていたことから、犯人は道を尋ねるふりをして襲ったとみられた。また、司法解剖の結果、死因は左の首を刺されたことによる頸動脈損傷と判明。拳銃をつるすひもが切られていたことから、鋭利な刃物が使われたとみられる。1989年5月に練馬区で発生した中村橋派出所警官殺害事件の際に、犯人が「拳銃を奪って強盗をするつもりだった」と供述していたことから、拳銃を使った第二の犯行が警戒された。しかし、その後奪われた拳銃が使われた形跡はなく、犯人像にはガンマニアの犯行などの説も出た。事件当日に服に血を付けた二人組の男を見たとするなどの目撃証言があったものの、単独犯か複数犯かは判明せず、拳銃や犯人の遺留品なども見つかることはなく捜査は行き詰った。
2006年（平成18年）2月14日、公訴時効まであと1年と迫ったことを受け、東村山署防犯協会は犯人検挙に最も貢献した情報に対して懸賞金300万円を支払うことを決定した。しかし、2007年（平成19年）2月14日午前0時に公訴時効を迎えた。
現在、殺人事件としての捜査および懸賞金の支払いは行っていないが、奪われた拳銃の捜査は継続されている。